# Вулиця Феодосія Печерського
Ву́лиця Феодосія Печерського — вулиця в Голосіївському районі міста Києва, місцевість Віта-Литовська. Пролягає від Любомирська вулиці (за рішенням про найменування - від вулиці Григорія Голоскевича) до вулиці Олега Рябова .

## Історія
Вулиця виникла у 2010-х роках під проектною назвою Проектна 13043. Сучасна назва на честь християнського святого Феодосія Печерського — з 2017 року.